# 西堀正弘
西堀 正弘（にしぼり まさひろ、1918年11月14日 - 2006年7月1日）は、日本の外交官。外務省国際連合局長や、EC大使、国連大使を務めた。1991年勲一等瑞宝章受章、2006年叙正三位。

## 人物
北海道函館市出身。旧制横浜高等商業学校（横浜国立大学経済学部の前身）を経て、旧制東京商科大学（一橋大学の前身）入学。大学では井藤半彌ゼミナールに所属。
大学在学中の1940年に外交官及領事官試験に合格。しかし成績が悪いのでは出世ができないと考え、翌年の再受験を考えていたところ、門脇季光人事課長（のちに駐ソ連大使）から、外務省では試験の成績は関係ないので、一刻も早く入省すべきだとの助言を受け、1941年外務省入省。
1941年3月からアメリカのハーバード大学に留学するが、同年12月に真珠湾攻撃がなされ、太平洋戦争が開戦。同じくハーバード大学に留学中だった外務省の先輩である本城文彦（のちに改姓し東郷文彦となり、駐アメリカ大使）とともに、ボストンの移民収容所に1週間収容された。二段ベッドの上段が本城で、下段が西堀であった。その後野村吉三郎駐アメリカ大使、来栖三郎駐アメリカ大使らとともに、リゾートホテルに6ヶ月間抑留され、1942年8月に第一次日米交換船で日本に帰国した。
帰国後は主計科の短期現役士官となり、海軍経理学校に入校、大日本帝国海軍主計中尉となる。その後、アメリカで抑留中に知遇を得た、駐在武官補佐官だった実松譲大佐（のちに大本営海軍参謀を経て、戦後は戦史研究家）から誘いを受け、実松の部下として軍令部の情報部アメリカ班で勤務することとなり、前線での従軍を免れる。
戦後はサンフランシスコ在勤、タイ在勤、ワシントン在勤、アメリカ局北米課長などを経て、ジュネーブ国際機関日本政府代表部特命全権公使を務めていた1968年にニューデリーで開催された国際連合貿易開発会議に、第四委員会代表として参加した。
1972年ジュネーブ軍縮委員会大使就任。同年6月に軍縮委員会で、フランスの核実験を非難、包括的核実験禁止問題が進展しないことに遺憾の意を表するとともに、段階的核実験禁止提案についての説明の演説をした。1974年にブカレストで開催された国連世界人口会議に日本政府代表として参加し、人口の急増に対する前向きの第一歩であると評価する演説をした。
その後国連大使（常駐代表）等を経て、退官。

## 略歴
- 1918年 北海道出身
- 1941年 東京商科大学（現一橋大学）を経て、外務省入省。ハーバード大学留学
- 1954年 外務省条約局第二課長[2]
- 1956年 外務省アジア局外務書記官
- 1957年 在タイ日本国大使館一等書記官
- 1959年 在アメリカ合衆国日本国大使館一等書記官
- 1961年 外務省アメリカ局北米課長
- 1963年 外務省国際資料部外務参事官
- 1964年 外務省アメリカ局外務参事官[2]
- 1965年 外務省大臣官房外務参事官
- 1966年 ジュネーブ国際機関代表部公使
- 1970年 外務省国際連合局長
- 1972年 ジュネーブ軍縮委員会特命全権大使
- 1976年 在ベルギー特命全権大使（兼欧州共同体日本政府代表部特命全権大使）
- 1979年 国際連合日本政府代表部特命全権大使（常駐代表）
- 2006年 心不全のため東京都世田谷区の病院で死去、享年87
  - このほか原子力委員会委員、財団法人日本国際連合協会専務理事等も務めた。

## 外務省同期
魚本藤吉郎（駐ソ連大使）、内田宏（駐仏大使）、吉野文六（駐独大使）、奈良靖彦（駐加大使）、人見鉄三郎（駐コスタリカ大使）など。